# Sottoprefetture della Costa d'Avorio
Le sottoprefetture della Costa d'Avorio (francese: sous-préfectures de Côte d'Ivoire) rappresentano le suddivisioni amministrative del quarto livello del paese; nei distretti autonomi di Abidjan e Yamoussoukro, non essendo previste le regioni, costituiscono il terzo livello amministrativo.
Istituite nel 2011 con la riorganizzazione generale degli enti locali, ammontano a 510 e includono 197 comuni con oltre 8000 villaggi.

## Elenco delle sottoprefetture
I dati relativi alla popolazione si riferiscono al censimento del 2014.

### Distretto autonomo di Abidjan
Abidjan città
Non è suddivisa in sottoprefetture ma in comuni.
1. Abobo (1.030.658)
2. Adjamé (372.978)
3. Attécoubé (260.911)
4. Cocody (447.055)
5. Koumassi (433.139)
6. Yopougon (1.071.543)
7. Marcory (249.858)
8. Plateau (7.488)
9. Port-Bouët (419.033)
10. Treichville (102.580)

 Abidjan rurale
1. Anyama (148.962)
2. Bingerville (91.319)
3. Brofodoumé (15.842)
4. Songon (56.038)

### Distretto autonomo di Yamoussoukro
1. Attiégouakro (12.250)
2. Kossou (28.321)
3. Lolobo (33.267)
4. Yamoussoukro (281.735)

### Distretto di Bas-Sassandra
Regione di Gbôklé 
- Dipartimento di Fresco (101.298)

1. Dahiri (36.591)
2. Fresco (41.058)
3. Gbagbam (23.649)

- Dipartimento di Sassandra (299.500)

1. Dakpadou (46.529)
2. Grihiri (37.852)
3. Lobakuya (67.969)
4. Médon (16.575)
5. Sago (58.354)
6. Sassandra (72.221)

 Regione di Nawa 
- Dipartimento di Buyo (183.875)

1. Buyo (103.217)
2. Dapéoua (80.658)

- Dipartimento di Guéyo (83.680)

1. Dabouyo (44.467)
2. Guéyo (39.213)

- Dipartimento di Méagui (320.975)

1. Gnanmangui (116.476)
2. Méagui (132.293)
3. Oupoyo (72.206)

- Dipartimento di Soubré (464.554)

1. Grand-Zattry (99.343)
2. Liliyo (76.682)
3. Okrouyo (113.366)
4. Soubré (175.163)

 Regione di San-Pédro 
- Dipartimento di San-Pédro (631.156)

1. Doba (123.530)
2. Dogbo (37.391)
3. Gabiadji (109.933)
4. Grand-Béréby (98.686)
5. San-Pédro (261.616)

- Dipartimento di Tabou (195.510)

1. Dapo-Iboké (14.858)
2. Djamandioké (15.006)
3. Djouroutou (71.651)
4. Grabo (39.181)
5. Olodio (15.824)
6. Tabou (38.990)

### Distretto di Comoé
Regione di Indénié-Djuablin 
- Dipartimento di Abengourou (336.148)

1. Abengourou (135.635)
2. Amélékia (25.238)
3. Aniassué (40.498)
4. Ebilassokro (19.433)
5. Niablé (44.967)
6. Yakassé-Féyassé (36.838)
7. Zaranou (33.539)

- Dipartimento di Agnibilékrou (168.188)

1. Agnibilékrou (69.174)
2. Akoboissué (28.647)
3. Damé (15.920)
4. Duffrébo (42.426)
5. Tanguélan (12.021)

- Dipartimento di Bettié (56.096)

1. Bettié (24.983)
2. Diamarakro (31.113)

 Regione di Sud-Comoé 
- Dipartimento di Aboisso (307.852)

1. Aboisso (86.115)
2. Adaou (57.187)
3. Adjouan (25.088)
4. Ayamé (14.195)
5. Bianouan (41.442)
6. Kouakro (30.061)
7. Maféré (34.760)
8. Yaou (19.004)

- Dipartimento di Adiaké (83.547)

1. Adiaké (44.257)
2. Assinie-Mafia (16.721)
3. Etuéboué (22.569)

- Dipartimento di Grand-Bassam (179.063)

1. Bongo (25.052)
2. Bonoua (69.983)
3. Grand-Bassam (84.028)

- Dipartimento di Tiapoum (72.158)

1. Noé (27.938)
2. Nouamou (19.148)
3. Tiapoum (25.072)

### Distretto di Denguélé
Regione di Folon 
- Dipartimento di Kaniasso (58.216)

1. Goulia (18.590)
2. Kaniasso (13.600)
3. Mahandiana-Sokourani (26.026)

- Dipartimento di Minignan (38.199)

1. Kimbirila-Nord (4.932)
2. Minignan (14.521)
3. Sokoro (6.704)
4. Tienko (12.042)

 Regione di Kabadougou 
- Dipartimento di Gbéléban (18.181)

1. Gbéléban (2.569)
2. Samango (11.215)
3. Seydougou (4.397)

- Dipartimento di Madinani (39.704)

1. Fengolo (5.929)
2. Madinani (25.054)
3. N'Goloblasso (8.721)

- Dipartimento di Odienné (91.691)

1. Bako (17.253)
2. Bougousso (6.722)
3. Dioulatièdougou (8.028)
4. Odienné (50.506)
5. Tiémé (9.182)

- Dipartimento di Samatiguila (17.483)

1. Kimbirila-Sud (8.550)
2. Samatiguila (8.933)

- Dipartimento di Séguélon (26.305)

1. Gbongaha (10.407)
2. Séguélon (15.898)

### Distretto di Gôh-Djiboua
Regione di Gôh 
- Dipartimento di Gagnoa (602.097)

1. Bayota (54.125)
2. Dahiépa-Kéhi (18.173)
3. Dignago (32.387)
4. Dougroupalégnaoa (47.083)
5. Doukouyo (21.361)
6. Gagnoa (213.918)
7. Galebre-Galébouo (33.269)
8. Gnagbodougnoa (9.981)
9. Guibéroua (64.284)
10. Ouragahio (36.364)
11. Sérihio (42.545)
12. Yopohué (28.607)

- Dipartimento di Oumé (274.020)

1. Diégonéfla (75.167)
2. Guépahouo (33.798)
3. Oumé (127.850)
4. Tonla (37.205)

 Regione di Lôh-Djiboua 
- Dipartimento di Divo (380.220)

1. Chiépo (31.006)
2. Didoko (21.660)
3. Divo (179.455)
4. Hiré (50.357)
5. Nébo (18.673)
6. Ogoudou (54.075)
7. Zégo (24.994)

- Dipartimento di Guitry (146.748)

1. Dairo-Didizo (47.344)
2. Guitry (53.296)
3. Lauzoua (23.348)
4. Yocoboué (22.760)

- Dipartimento di Lakota (202.201)

1. Djidji (12.375)
2. Gagoré (15.011)
3. Goudouko (26.641)
4. Lakota (77.223)
5. Niambézaaria (61.253)
6. Zikisso (9.698)

### Distretto di Lacs
Regione di Bélier 
- Dipartimento di Didiévi (93.699)

1. Boli (13.278)
2. Didiévi (22.510)
3. Molonou-Blé (23.348)
4. Raviart (17.113)
5. Tié-N'Diékro (17.450)

- Dipartimento di Djékanou (26.510)

1. Bonikro (6.420)
2. Djékanou (20.090)

- Dipartimento di Tiébissou (98.734)

1. Lomokankro (14.835)
2. Molonou (20.140)
3. Tiébissou (51.539)
4. Yakpabo-Sakassou (12.220)

- Dipartimento di Toumodi (127.825)

1. Angoda (14.272)
2. Kokumbo (24.650)
3. Kpouèbo (25.473)
4. Toumodi (63.430)

 Regione di Iffou 
- Dipartimento di Daoukro (159.085)

1. Akpassanou (6.178)
2. Ananda (12.020)
3. Daoukro (73.134)
4. Ettrokro (16.492)
5. N'Gattakro (13.480)
6. Ouellé (27.521)
7. Samanza (10.260)

- Dipartimento di M'Bahiakro (79.768)

1. Bonguéra (18.560)
2. Kondossou (11.320)
3. M'Bahiakro (49.888)

- Dipartimento di Prikro (72.789)

1. Anianou (5.814)
2. Famienkro (11.217)
3. Koffi-Amonkro (11.893)
4. Nafana (10.623)
5. Prikro (33.242)

 Regione di Moronou 
- Dipartimento di Arrah (80.345)

1. Arrah (33.372)
2. Kotobi (25.674)
3. Krégbé (21.299)

- Dipartimento di Bongouanou (165.307)

1. Andé (51.726)
2. Assié-Koumassi (15.542)
3. Bongouanou (62.991)
4. N'Guessankro (35.048)

- Dipartimento di M'Batto (106.964)

1. Anoumaba (19.463)
2. Assahara (7.227)
3. M'Batto (51.007)
4. Tiémélékro (29.267)

 Regione di N'Zi 
- Dipartimento di Bocanda (126.910)

1. Bengassou (22.891)
2. Bocanda (60.183)
3. Kouadioblékro (17.287)
4. N'Zécrézessou (26.549)

- Dipartimento di Dimbokro (91.056)

1. Abigui (9.015)
2. Diangokro (10.451)
3. Dimbokro (64.957)
4. Nofou (6.633)

- Dipartimento di Kouassi-Kouassikro (29.612)

1. Kouassi-Kouassikro (23.117)
2. Mékro (6.495)

### Distretto di Lagunes
- (1.478.047)

 Regione di Agnéby-Tiassa 
- Dipartimento di Agboville (292.109)

1. Aboudé (19.796)
2. Ananguié (13.786)
3. Agboville (95.093)
4. Attobrou (20.454)
5. Azaguié (21.976)
6. Céchi (22.779)
7. Grand-Morié (17.907)
8. Guessiguié (21.911)
9. Loviguié (17.048)
10. Oress-Krobou (5.806)
11. Rubino (35.553)

- Dipartimento di Sikensi (78.439)

1. Gomon (20.880)
2. Sikensi (57.559)

- Dipartimento di Taabo (56.422)

1. Pacobo (14.510)
2. Taabo (41.912)

- Dipartimento di Tiassalé (179.882)

1. Gbolouville (28.854)
2. Morokro (35.790)
3. N'Douci (56.990)
4. Tiassalé (58.248)

 Regione di Grands-Ponts 
- Dipartimento di Dabou (148.874)

1. Dabou (88.430)
2. Lopou (30.269)
3. Toupah (30.175)

- Dipartimento di Grand-Lahou (151.313)

1. Ahouanou (35.004)
2. Bacanda (20.950)
3. Ebonou (25.314)
4. Grand-Lahou (67.483)
5. Toukouzou (2.562)

- Dipartimento di Jacqueville (56.308)

1. Attoutou (24.020)
2. Jacqueville (32.288)

 Regione di La Mé 
- Dipartimento di Adzopé (193.518)

1. Adzopé (98.846)
2. Agou (26.692)
3. Annépé (19.925)
4. Assikoi (10.735)
5. Bécédi-Brignan (22.633)
6. Yakassé-Mé (14.687)

- Dipartimento di Akoupé (119.028)

1. Afféry (28.107)
2. Akoupé (66.311)
3. Bécouéfin (24.610)

- Dipartimento di Alépé (125.877)

1. Aboisso-Comoé (24.609)
2. Alépé (40.480)
3. Allosso (12.703)
4. Danguira (38.417)
5. Oghlwapo (9.668)

- Dipartimento di Yakassé-Attobrou (76.277)

1. Abongoua (12.197)
2. Biéby (19.998)
3. Yakassé-Attobrou (44.082)

### Distretto di Montagnes
Regione di Cavally 
- Dipartimento di Bloléquin (123.336)

1. Bloléquin (71.854)
2. Diboké (6.168)
3. Doké (13.357)
4. Tinhou (13.293)
5. Zéaglo (18.664)

- Dipartimento di Guiglo (176.688)

1. Bédy-Goazon (16.872)
2. Guiglo (113.796)
3. Kaadé (25.253)
4. Nizahon (20.767)

- Dipartimento di Taï (102.948)

1. Taï (31.928)
2. Zagné (71.020)

- Dipartimento di Toulépleu (56.992)

1. Bakoubli (4.013)
2. Méo (14.755)
3. Nézobly (6.679)
4. Péhé (10.835)
5. Tiobly (4.965)
6. Toulépleu (15.745)

 Regione di Guémon 
- Dipartimento di Bangolo (318.129)

1. Bangolo (40.220)
2. Béoué-Zibiao (21.927)
3. Bléniméouin (23.979)
4. Diéouzon (31.009)
5. Gohouo-Zagna (17.800)
6. Guinglo-Tahouaké (36.368)
7. Kahin-Zarabaon (62.455)
8. Zéo (9.259)
9. Zou (75.112)

- Dipartimento di Duékoué (408.148)

1. Bagohouo (46.129)
2. Duékoué (185.344)
3. Gbapleu (66.549)
4. Guéhiébly (51.933)
5. Guézon (58.193)

- Dipartimento di Facobly (76.507)

1. Facobly (22.407)
2. Guézon (8.674)
3. Koua (8.515)
4. Sémien (28.812)
5. Tiény-Séably (8.099)

- Dipartimento di Kouibly (116.608)

1. Kouibly (43.392)
2. Nidrou (10.343)
3. Ouyably-Gnondrou (49.470)
4. Totrodrou (13.403)

 Regione di Tonkpi 
- Dipartimento di Biankouma (154.300)

1. Biankouma (51.269)
2. Blapleu (14.750)
3. Gbangbégouiné (3.449)
4. Gbonné (35.957)
5. Gouiné (14.909)
6. Kpata (6.741)
7. Santa (27.225)

- Dipartimento di Danané (267.148)

1. Daleu (34.308)
2. Danané (104.672)
3. Gbon-Houyé (13.640)
4. Kouan-Houlé (27.926)
5. Mahapleu (44.368)
6. Séileu (19.718)
7. Zonneu (22.516)

- Dipartimento di Man (334.166)

1. Bogouiné (15.172)
2. Fagnampleu (2.967)
3. Gbangbégouiné-Yati (10.068)
4. Logoualé (28.515)
5. Man (188.704)
6. Podiagouiné (21.694)
7. Sandougou-Soba (7.746)
8. Sangouiné (36.832)
9. Yapleu (7.735)
10. Zagoué (5.410)
11. Ziogouiné (9.323)

- Dipartimento di Sipilou (41.868)

1. Sipilou (22.417)
2. Yorodougou (19.451)

- Dipartimento di Zouan-Hounien (195.082)

1. Banneu (13.223)
2. Bin-Houyé (28.499)
3. Goulaleu (20.479)
4. Téapleu (39.244)
5. Yelleu (11.203)
6. Zouan-Hounien (82.434)

### Distretto di Sassandra-Marahoué
Regione di Haut-Sassandra 
- Dipartimento di Daloa (591.633)

1. Bédiala (81.193)
2. Daloa (319.427)
3. Gadouan (57.470)
4. Gboguhé (58.103)
5. Gonaté (36.938)
6. Zaïbo (38.502)

- Dipartimento di Issia (327.901)

1. Boguédia (20.943)
2. Iboguhé (41.768)
3. Issia (85.727)
4. Nahio (27.034)
5. Namané (41.177)
6. Saïoua (86.423)
7. Tapéguia (24.829)

- Dipartimento di Vavoua (400.912)

1. Bazra-Nattis (39.218)
2. Dananon (31.384)
3. Dania (77.295)
4. Kétro-Bassam (24.934)
5. Séitifla (93.430)
6. Vavoua (134.651)

- Dipartimento di Zoukougbeu (110.514)

1. Domangbeu (9.530)
2. Grégbeu (18.487)
3. Guessabo (36.302)
4. Zoukougbeu (46.195)

 Regione di Marahoué 
- Dipartimento di Bouaflé (409.683)

1. Bégbessou (19.787)
2. Bonon (112.629)
3. Bouaflé (167.263)
4. N'Douffoukankro (29.097)
5. Pakouabo (18.977)
6. Tibéita (15.664)
7. Zaguiéta (46.266)

- Dipartimento di Sinfra (238.015)

1. Bazré (34.781)
2. Kononfla (50.776)
3. Kouétinfla (22.181)
4. Sinfra (130.277)

- Dipartimento di Zuénoula (214.646)

1. Gohitafla (35.440)
2. Iriéfla (6.229)
3. Kanzra (27.982)
4. Maminigui (25.047)
5. Vouéboufla (20.454)
6. Zanzra (18.545)
7. Zuénoula (80.949)

### Distretto di Savanes
Regione di Bagoué 
- Dipartimento di Boundiali (127.684)

1. Baya (8.591)
2. Boundiali (59.586)
3. Ganaoni (18.842)
4. Kasséré (23.983)
5. Siempurgo (16.682)

- Dipartimento di Kouto (129.598)

1. Blességué (15.187)
2. Gbon (25.427)
3. Kolia (24.848)
4. Kouto (37.060)
5. Sianhala (27.076)

- Dipartimento di Tengréla (118.405)

1. Débété (5.751)
2. Kanakono (22.901)
3. Papara (8.866)
4. Tengréla (80.887)

 Regione di Poro 
- Dipartimento di Dikodougou (80.578)

1. Boron (24.239)
2. Dikodougou (39.567)
3. Guiembé (16.772)

- Dipartimento di Korhogo (536.851)

1. Dassoungboho (6.363)
2. Kanoroba (18.555)
3. Karakoro (19.243)
4. Kiémou (22.422)
5. Kombolokoura (5.739)
6. Komborodougou (12.947)
7. Koni (11.948)
8. Korhogo (286.071)
9. Lataha (30.745)
10. Nafoun (7.990)
11. Napiéolédougou (23.297)
12. N'Ganon (5.386)
13. Niofoin (26.471)
14. Sirasso (28.160)
15. Sohouo (16.029)
16. Tioroniaradougou (15.485)

- Dipartimento di M'Bengué (87.811)

1. Bougou (14.160)
2. Katiali (8.861)
3. Katogo (14.862)
4. M'Bengué (49.928)

- Dipartimento di Sinématiali (58.612)

1. Bouakaha (5.704)
2. Kagbolodougou (9.356)
3. Sédiogo (5.757)
4. Sinématiali (37.795)

 Regione di Tchologo 
- Dipartimento di Ferkessédougou (143.263)

1. Ferkessédougou (120.150)
2. Koumbala (10.088)
3. Togoniéré (13.025)

- Dipartimento di Kong (87.929)

1. Bilimono (19.873)
2. Kong (29.190)
3. Nafana (17.703)
4. Sikolo (21.163)

- Dipartimento di Ouangolodougou (236.766)

1. Diawala (71.054)
2. Kaouara (27.971)
3. Niellé (29.022)
4. Ouangolodougou (74.519)
5. Toumoukoro (34.200)

### Distretto di Vallée du Bandama
Regione di Gbêkê 
- Dipartimento di Béoumi (154.206)

1. Ando-Kékrénou (12.526)
2. Béoumi (73.475)
3. Bodokro (28.502)
4. Kondrobo (10.197)
5. Lolobo (8.880)
6. Marabadiassa (6.640)
7. N'Guessankro (13.986)

- Dipartimento di Botro (81.424)

1. Botro (20.337)
2. Diabo (26.272)
3. Krofoinsou (11.948)
4. Languibonou (22.867)

- Dipartimento di Bouaké (680.694)

1. Bouaké (536.189)
2. Bounda (10.088)
3. Brobo (16.447)
4. Mamini (15.200)
5. N'Djébonouan (30.821)

- Dipartimento di Sakassou (94.525)

1. Ayaou-Sran (17.713)
2. Dibri-Assirikro (16.153)
3. Sakassou (56.230)
4. Toumodi-Sakassou (4.429)

 Regione di Hambol 
- Dipartimento di Dabakala (189.254)

1. Bassawa (16.323)
2. Boniérédougou (23.265)
3. Dabakala (55.769)
4. Foumbolo (18.808)
5. Niéméné (15.698)
6. Satama-Sokoro (18.209)
7. Satama-Sokoura (11.603)
8. Sokala-Sobara (16.389)
9. Tendéné-Bambarasso (8.769)
10. Yaossédougou (4.421)

- Dipartimento di Katiola (106.905)

1. Fronan (38.917)
2. Katiola (56.681)
3. Timbé (11.307)

- Dipartimento di Niakaramandougou (133.818)

1. Arikokaha (7.416)
2. Badikaha (21.441)
3. Niakaramandougou (49.824)
4. Niédiékaha (9.648)
5. Tafiré (23.365)
6. Tortiya (22.124)

### Distretto di Woroba
Regione di Bafing 
- Dipartimento di Koro (59.210)

1. Booko (18.356)
2. Borotou (5.353)
3. Koro (23.596)
4. Mahandougou (5.597)
5. Niokosso (6.308)

- Dipartimento di Ouaninou (48.805)

1. Gbélo (4.941)
2. Gouékan (3.246)
3. Koonan (6.553)
4. Ouaninou (20.790)
5. Saboudougou (3.918)
6. Santa (9.357)

- Dipartimento di Touba (75.032)

1. Dioman (4.817)
2. Foungbesso (18.033)
3. Guintéguéla (18.994)
4. Touba (33.188)

 Regione di Béré 
- Dipartimento di Dianra (96.579)

1. Dianra (53.700)
2. Dianra-Village (42.879)

- Dipartimento di Kounahiri (77.679)

1. Kongasso (35.642)
2. Kounahiri (42.037)

- Dipartimento di Mankono (215.500)

1. Bouandougou (35.671)
2. Mankono (64.330)
3. Marandallah (36.074)
4. Sarhala (38.207)
5. Tiéningboué (41.218)

 Regione di Worodougou 
- Dipartimento di Kani (73.889)

1. Djibrosso (11.859)
2. Fadiadougou (15.066)
3. Kani (31.211)
4. Morondo (15.753)

- Dipartimento di Séguéla (198.445)

1. Bobi-Diarabana (25.249)
2. Dualla (8.130)
3. Kamalo (9.783)
4. Massala (23.021)
5. Séguéla (63.774)
6. Sifié (23.667)
7. Worofla (44.821)

### Distretto di Zanzan
Regione di Bounkani 
- Dipartimento di Bouna (114.625)

1. Bouko (15.319)
2. Bouna (58.616)
3. Ondéfidouo (28.088)
4. Youndouo (12.602)

- Dipartimento di Doropo (66.664)

1. Danoa (6.902)
2. Doropo (37.741)
3. Kalamon (5.965)
4. Niamoué (16.056)

- Dipartimento di Nassian (44.528)

1. Bogofa (5.486)
2. Kakpin (7.040)
3. Koutouba (5.705)
4. Nassian (19.971)
5. Sominassé (6.326)

- Dipartimento di Téhini (41.350)

1. Gogo (11.535)
2. Téhini (15.122)
3. Tougbo (14.693)

 Regione di Gontougo 
- Dipartimento di Bondoukou (333.707)

1. Appimandoum (6.800)
2. Bondo (19.932)
3. Bondoukou (117.453)
4. Gouméré (15.906)
5. Laoudi-Ba (56.882)
6. Pinda-Boroko (5.012)
7. Sapli-Sépingo (8.204)
8. Sorobango (27.744)
9. Tabagne (16.970)
10. Tagadi (34.440)
11. Taoudi (18.568)
12. Yézimala (5.796)

- Dipartimento di Koun-Fao (116.230)

1. Boahia (9.182)
2. Kokomian (10.438)
3. Kouassi-Datékro (25.833)
4. Koun-Fao (31.982)
5. Tankessé (25.378)
6. Tienkoikro (13.417)

- Dipartimento di Sandégué (56.215)

1. Bandakagni-Tomora (7.159)
2. Dimandougou (9.280)
3. Sandégué (23.068)
4. Yorobodi (16.708)

- Dipartimento di Tanda (77.555)

1. Amanvi (5.312)
2. Diamba (9.680)
3. Tanda (51.958)
4. Tchèdio (10.605)

- Dipartimento di Transua (83.478)

1. Assuéfry (30.406)
2. Kouassia-Niaguini (16.872)
3. Transua (36.200)